# Luciobarbus microcephalus
Espèce
Synonymes
- Barbus microcephalus Almaça, 1966[2]

Statut de conservation UICN

 VU A2ce+3ce : Vulnérable
Luciobarbus microcephalus est une espèce de poissons de la famille des Cyprinidae et qui se rencontre dans la péninsule Ibérique. Cette espèce est considérée comme vulnérable à la suite de la destruction de son habitat.

## Systématique
L'espèce Luciobarbus microcephalus a été initialement créée en 1967 par Almaça sous le protonyme de Barbus microcephalus.

## Répartition
Luciobarbus microcephalus se rencontre dans le bassin du Guadiana, en Espagne et au Portugal.

## Description
La taille maximale connue pour Luciobarbus microcephalus est de 40,3 cm.